# Apophthisis pullata
Apophthisis pullata là một loài bướm đêm thuộc họ Gracillariidae. Nó được tìm thấy ở Hoa Kỳ (Ohio).
Ấu trùng ăn Rhamnus lanceolata. Chúng ăn lá nơi chúng làm tổ.